# Семёнов (станция)
Семёнов — железнодорожная станция Горьковской железной дороги в городе Семёнове Нижегородской области. Оборудована одной высокой платформой и одной низкой. Станция Семёнов — последняя со стороны Нижнего Новгорода, оборудованная высокой платформой, далее на всех станциях и остановочных пунктах они низкие.
Старый деревянный вокзал железнодорожной станции, построенный в начале XX века, являлся памятником архитектуры местного значения. С 1996 по 2006 год вместо него велось строительство нового здания. Новый вокзал был введен в эксплуатацию 7 июля 2006 года.

## Движение поездов

### Дальнее следование
Бо́льшая часть поездов дальнего следования проходит станцию без остановки.
По состоянию на май 2021 года на станции останавливаются следующие поезда дальнего следования:
| Круглогодичное обращение поездов | Круглогодичное обращение поездов | Круглогодичное обращение поездов | Круглогодичное обращение поездов |
| № поезда                         | Маршрут движения                 | № поезда                         | Маршрут движения                 |
| -------------------------------- | -------------------------------- | -------------------------------- | -------------------------------- |
| 9                                | Киров — Нижний Новгород          | 10                               | Нижний Новгород — Киров          |
| 11 «Ямал»                        | -                                | 12 «Ямал»                        | Москва — Новый Уренгой           |
| 19 «Восток»                      | Пекин — Москва                   | 20 «Восток»                      | Москва — Пекин                   |
| 61                               | Владивосток — Москва             | 62                               | Москва — Владивосток             |
| 83 «Северный Урал»               | -                                | 84 «Северный Урал»               | Москва — Приобье                 |
| 89                               | Воркута — Нижний Новгород        | 90                               | Нижний Новгород — Воркута        |
| 131                              | Ижевск — Санкт-Петербург         | 132                              | Санкт-Петербург — Ижевск         |
| 145                              | Челябинск — Санкт-Петербург      | 146                              | Санкт-Петербург — Челябинск      |

### Пригородное сообщение
Первая конечная для поездов со стороны Нижнего Новгорода. Дальше на север поезда следуют до станций: Сухобезводное, Ветлужская, Шахунья, Пижма, далее с пересадкой до Котельнича-1. Ранее также ходил экспресс Нижний Новгород — Киров. На юг все поезда идут только до станции Нижний Новгород-Московский, ранее также ходили поезда на Моховые Горы.

## Галерея

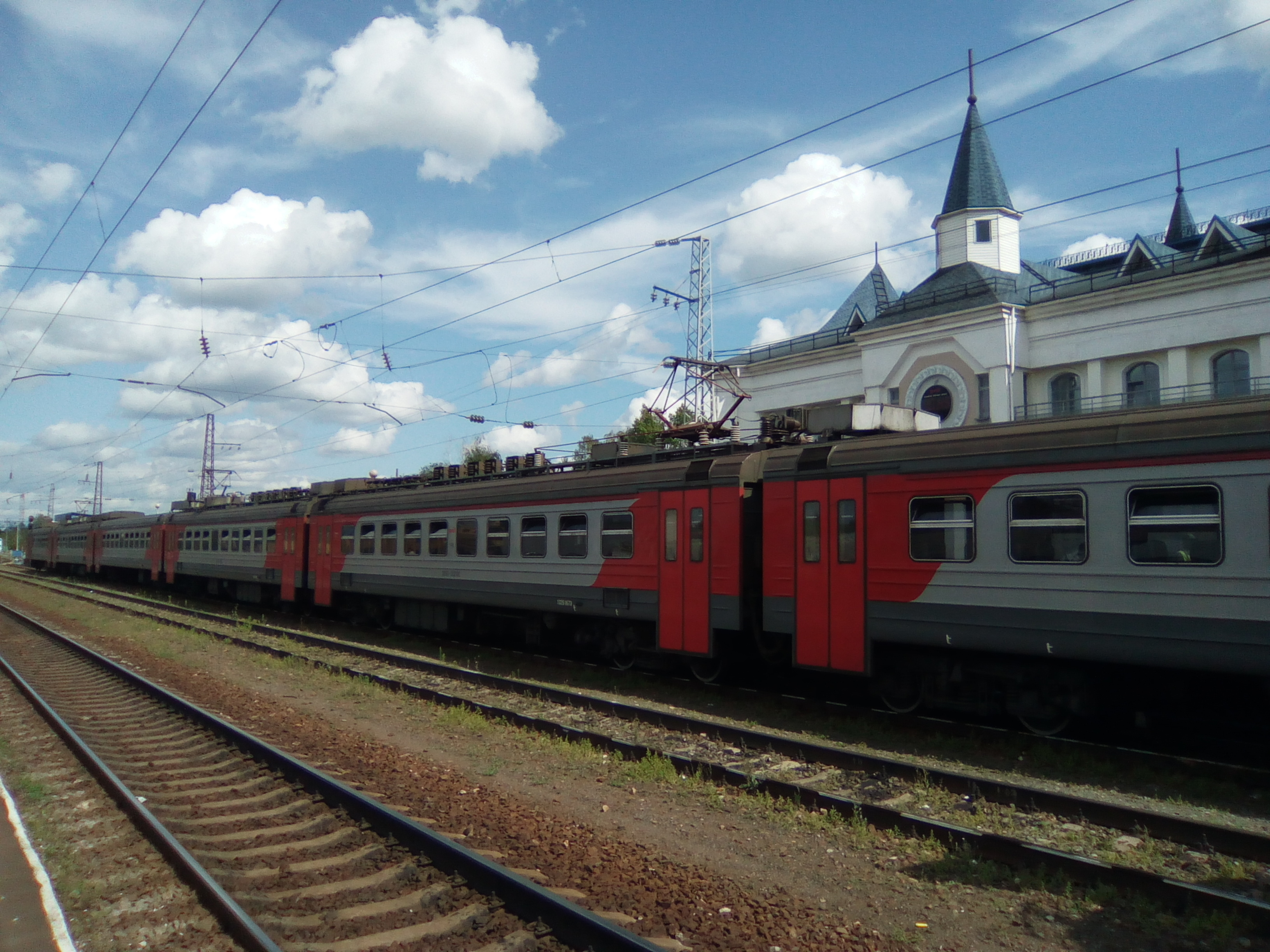
Электропоезд ЭД9Э на станции
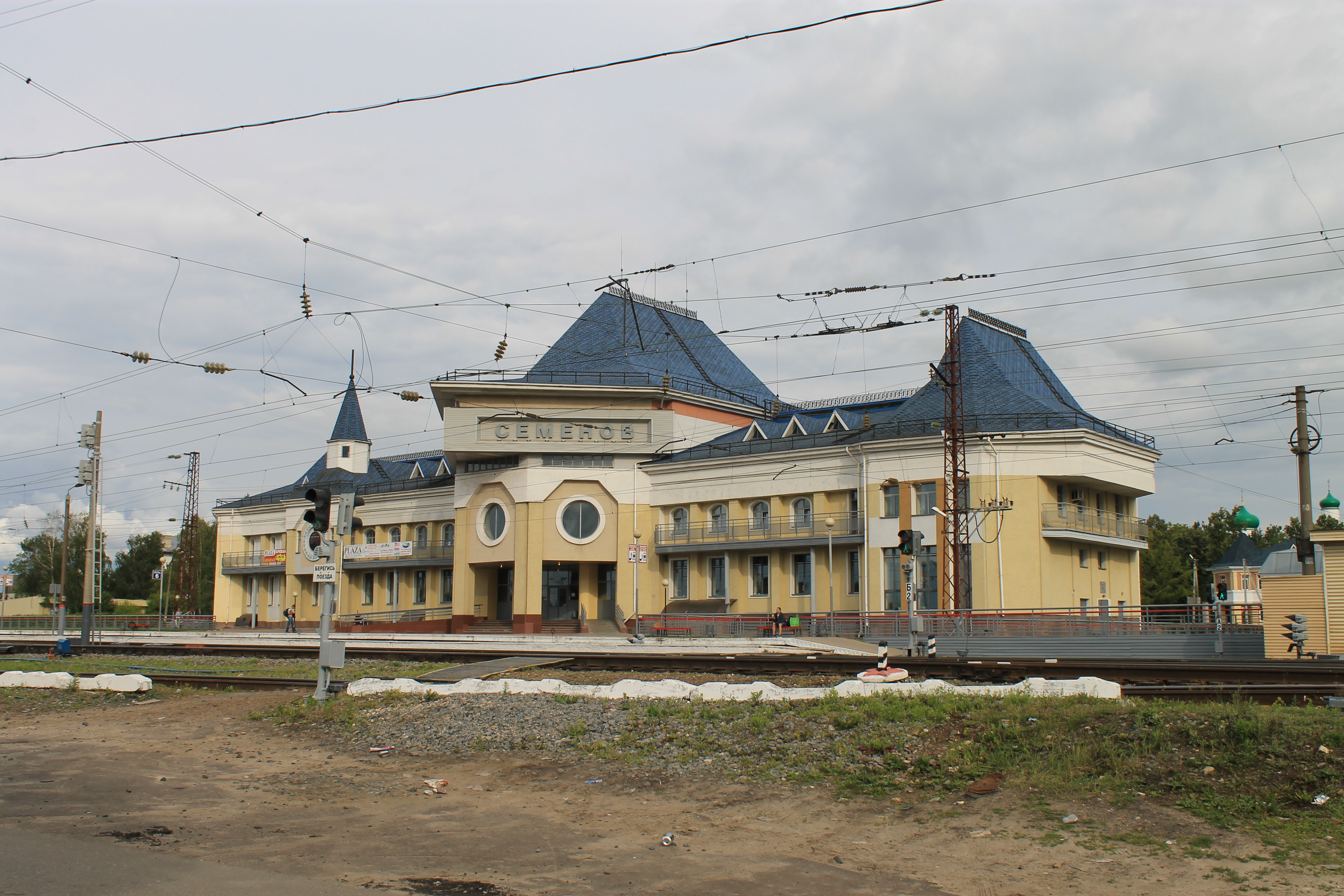
Вид вокзала со стороны путей
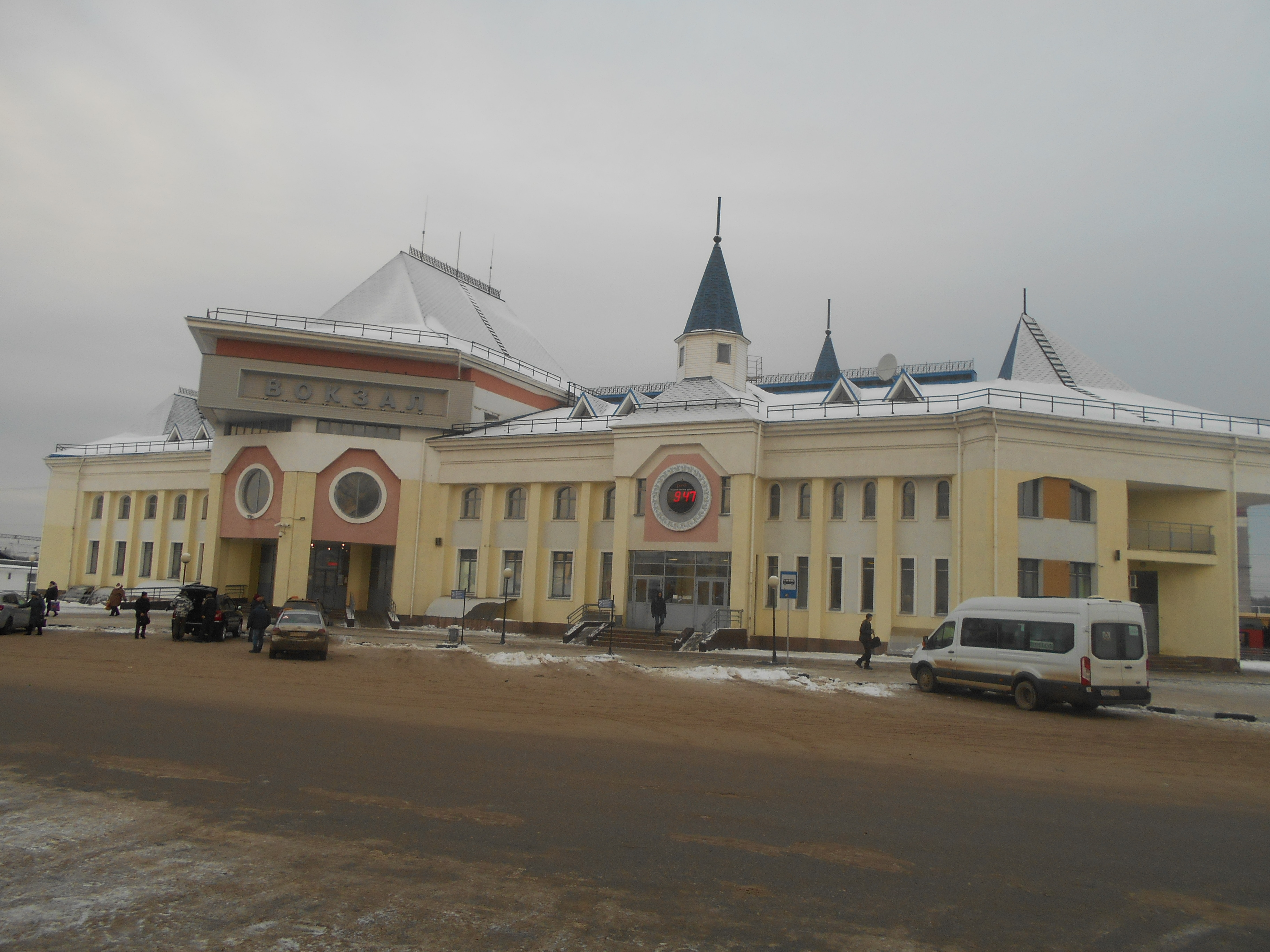
Вид вокзала со стороны Привокзальной площади